# Miguel Márquez (poeta venezolano)
Miguel Márquez (Caracas, 1955) es escritor, poeta y editor venezolano. También se ha desempeñado como investigador y promotor cultural.

## Biografía
Miguel Márquez nació en 1955, en la ciudad de Caracas, Venezuela. Realizó estudios de Filosofía en la Universidad Católica Andrés Bello (UCAB). Durante su trayectoria como editor y poeta, destaca el haber sido miembro cofundador del grupo Tráfico, director de Literatura del Consejo Nacional de la Cultura de Venezuela (CONAC), cofundador del Festival Mundial de Poesía de Venezuela, investigador de la Fundación Centro de Estudios Latinoamericanos Rómulo Gallegos (CELARG) y directivo de la red de librerías de la Fundación Kuai-Mare.
Márquez ha trabajado en la librería de la Universidad de Los Andes (Venezuela), fue presidente de la Fundación Editorial el Perro y la Rana, ente adscrito al Ministerio del Poder Popular para la Cultura (MPPC), también se desempeñó como colaborador de la Biblioteca Nacional de Venezuela y de la librería Ateneo de Caracas.

## Distinciones
Ha sido distinguido con el Premio Fernando Paz Castillo (1982), mención poesía con su obra Cosas por decir, galardón que es organizado y promovido por el Ministerio del Poder Popular para la Cultura a través del Centro de Estudios Latinoamericanos Rómulo Gallegos.

## Publicaciones
Su obra poética está constituida, entre otras, por:
- Cosas por decir (1982)
- Soneto al aire libre (1986)
- Poemas de Berna (1992)
- La casa, el paso (1991)
- A salvo en la penumbra (1999)
- Linaje de ofrenda (2001).